# Sjørslev Sogn
Sjørslev Sogn er et sogn i Viborg Domprovsti (Viborg Stift).
I 1800-tallet var Almind Sogn og Sjørslev Sogn annekser til Vium Sogn. Alle 3 sogne hørte til Lysgård Herred i Viborg Amt. De udgjorde Vium-Almind-Sjørslev sognekommune, men blev senere til 3 selvstændige sognekommuner. Ved kommunalreformen i 1970 blev Almind indlemmet i Viborg Kommune, de andre i Kjellerup Kommune, som ved strukturreformen i 2007 indgik i Silkeborg Kommune.
I Sjørslev Sogn ligger Sjørslev Kirke.
I sognet findes følgende autoriserede stednavne:
- Aunsbjerg (ejerlav, landbrugsejendom)
- Aunsbjerg Huse (bebyggelse)
- Damsbro (bebyggelse)
- Demstrup (bebyggelse, ejerlav)
- Demstrup Hede (bebyggelse)
- Demstrup Mark (bebyggelse)
- Duelund (bebyggelse)
- Gammel Duelund (bebyggelse)
- Lillehede (bebyggelse)
- Liselund (bebyggelse)
- Liselund Mark (bebyggelse)
- Mellem Vandet (bebyggelse, ejerlav)
- Overvang (bebyggelse)
- Risbak (bebyggelse)
- Sjørslev (bebyggelse, ejerlav)
- Sjørslev Mark (bebyggelse)
- Sjørslev Østergårde (bebyggelse)
- Vandet (bebyggelse)
- Vester Vandet (bebyggelse, ejerlav)
- Øster Vandet (bebyggelse, ejerlav)